# Reator de Batelada Sequencial
O Reator em Batelada Sequencial (RBS)é um sistema de tratamento de águas residuárias que utiliza ciclos de enchimento e esvaziamento de efluente a tanques de lodos ativados, onde o esgoto é adicionado a um reator de batelada única, tratado e depois descartado . Nesse tipo de sistema, os processos de oxidação biológica e decantação secundária ocorrem no mesmo reator, através do crescimento biológico em suspensão, onde todos os processos metabólicos e a separação líquido-sólido ocorrem no mesmo tanque, em intervalos sequenciais, contínuos e bem definidos. O sistema não dispõe de um mecanismo de circulação da massa biológica -- esta fica retida no reator, dispensando, portanto, o uso de decantadores, separadores e estações elevatórias para a recirculação do lodo. O RBS pode ser utilizado para o tratamento de águas de origem doméstica e industrial, e também pode receber efluentes de tratamentos anaeróbios, sendo adequado para fluxos baixos e intermitentes.

## Estrutura
O sistema de Lodos Ativados em Batelada Sequencial foi aprimorado nas últimas décadas do século XX, através da busca por tecnologias com menor demanda de área e maior eficiência para o tratamento de águas residuárias. As etapas de operação do RBS são: 
1. Enchimento (entrada do efluente bruto, decantado ou pré-tratado);
2. Reação (oxidação da matéria orgânica);
3. Sedimentação (separação da massa biológica do efluente tratado);
4. Descarte do efluente tratado;
5. Repouso.

A duração de cada fase pode ser ajustada para diferentes objetivos de tratamento e esses períodos podem ser manipulados para atender a exigências de remoção biológica de nutrientes, alternando entre períodos aeróbios e anóxicos no ciclo de operação (Singh e Srivastava, 2011).

## Características
O tratamento de águas servidas em reator em batelada sequencial (RBS) tem despertado interesse recentemente, pois este pode ocupar áreas pequenas, redução de custos em relação aos processos contínuos e possibilidade de remoção da matéria orgânica junto a remoção de nutrientes (nitrogênio e fósforo).
A característica fundamental dos processos descontínuos como o reator RBS é a magnitude da flexibilidade do processo, que é função da habilidade para simplificar o ajuste do tempo dos ciclos operacionais nos casos de variações de carga.
Alguns autores assumem que o RBS é capaz de adaptar sistemas contínuos em sistemas descontínuos gerando como consequência o ganho da eficiência e economia de energia. Von Sperling define o processo RBS como um reator de mistura completa onde ocorrem todas as etapas do tratamento.

### Vantagens do Modelo
As vantagens em relação aos métodos convencionais de lodos ativados são:
- Forma simplificada de construção;
- Facilidade de colocação de equipamentos com instalações tecnicamente simples;
- Grande flexibilização, no que diz respeito à variação das cargas e vazões;
- Funcionamento relativamente simplificado; e boa decantabilidade do lodo.

No decorrer dos anos algumas modificações vêm sendo estudadas para diminuir as desvantagens, são elas:
- Necessidade de automação;
- Descarte de efluentes de forma pontual (choque de carga para o corpo receptor).

### Ciclo RBS
O sistema funciona através do estabelecimento de ciclos de operação com durações definidas. A massa biológica permanece no reator durante todos os ciclos, eliminando dessa forma a necessidade de decantadores separados e das elevatórias de recirculação do lodo. Este ciclo pode ser descrito por:
1. Enchimento: entrada de esgoto bruto ou decantado no reator;
2. Reação: aeração/mistura da massa líquida contida no reator;
3. Decantação: decantação e separação dos sólidos em suspensão do esgoto tratado;
4. Descarga ou esvaziamento: retirada do esgoto tratado do reator;
5. Repouso: ajuste de ciclos e remoção do lodo excedente.

O tempo de permanência da biomassa no sistema é chamado de Idade do Lodo. A idade do lodo estabelecida é importante para o processo pois o fósforo removido do meio líquido fica praticamente todo agregado no lodo, portanto, é necessário remover o lodo excedente de forma regular.

## Ver Também
- Estação de Tratamento de Águas Residuais
- Lodo Ativado
- Esgoto
- Água
- Engenharia Ambiental
- Saneamento Básico